# Mouth & MacNeal
I Mouth & MacNeal sono stati un duo musicale pop-rock olandese, in attività nella prima metà degli anni settanta (1971 - 1974) e formato da Willem Duyn (1937 - 2004), in arte Big Mouth ("grande bocca", per via del "vocione"), e da Sjoukje Lucie van't Spijker (n. 1950, da sposata: Sjoukje Lucie Smit) , in arte Maggie MacNeal o semplicemente MacNeal o McNeal.
Soprannominati "la bella e la bestia" e con un repertorio prevalentemente in lingua inglese, sono ricordati in particolar modo per le loro hit  How Do You Do,  Hey You Love  e Hello-A , che raggiunsero i primi posti delle classifiche europee.

## Storia

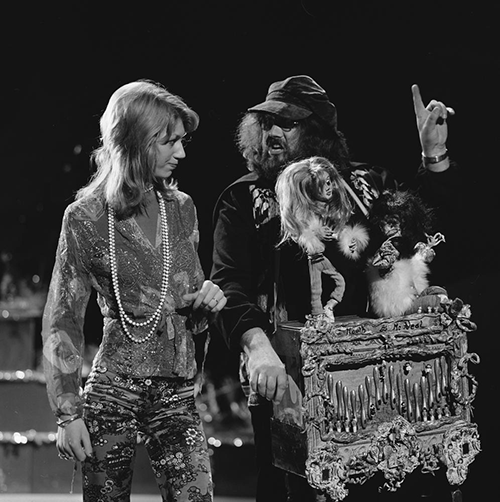
Mouth & MacNeal nel 1974 nel programma televisivo TopPop

Il duo Mouth & MacNeal nasce nel 1971, quando il produttore e compositore olandese Hans van Hemert mette in contatto l'allora trentaquattrenne Willem Duyn, in procinto di abbandonare la carriera musicale dopo gli insuccessi delle band di cui - nel corso degli anni sessanta - è stato batterista e/o cantante (Holland Quintet, Les Etoiles, i Jay-Jays e gli Speedway), con la cantante ventunenne Sjoukje Lucie van't Spijker, reduce dalla pubblicazione di un singolo da solista dal titolo  I Heard It Throu the Grapevine  (cover di un brano di Marvin Gaye).
In quell'anno, il duo realizza così il primo singolo, intitolato  Hey You Love , che raggiunge il 5º posto delle classifiche olandesi.
Un successo ancora maggiore ottengono i singoli  How Do You Do  (1971) e  Hello-A   (1972), che raggiungono la prima posizione tra i dischi più venduti nei Paesi Bassi e in altri Paesi europei.  How Do You Do  raggiunge anche l'8º in quelle statunitensi.
Nel frattempo, Mouth & MacNeal pubblicano gli album  Mouth & MacNeal  (1971) e  Hello and Thank You  (1972).
Nel 1973, escono i singoli Batte-ring-ram , Minnie Minnie e Do You Wanna Do It , che ottengono un buon successo.
Nel febbraio del 1974, il duo partecipa alla XXIV edizione del Festival della Canzone Italiana di Sanremo, dove giunse all'11º posto con un brano scritto da Ettore Lombardo, Ciro Sebastianelli, Ermanno Capelli e Hans van Hemert ed intitolato  Ah! L'amore .
Il 6 aprile dello stesso anno, rappresentano i Paesi Bassi all'Eurovision Song Contest (che in quell'anno si svolge nel Regno Unito, a Brighton) con il brano Ik zee een ster  ("Vedo una stella"; cantato nell'occasione in lingua inglese con il titolo di I See a Star), piazzandosi al 3º posto dietro gli ABBA (che trionfano con  Waterloo) e Gigliola Cinquetti (seconda con  Sì ).
Nei Paesi Bassi, il brano rimane in classifica per 14 settimane.
La canzone terza all'Eurovision Song Contest dà anche il titolo all'album pubblicato in quell'anno, l'ultimo prima dello scioglimento del gruppo.
Nel dicembre del 1974, infatti, le strade di Willem Duyn/Big Mouth e di Sjoukje Lucie van't Spijker/Maggie MacNeal si dividono, in quanto Willem Duyn prova a rigiocare la carta del duo, rimpiazzando la Van't Spijker (che, nel frattempo, è diventata la Sig.ra Smit) con la futura moglie, la cantante Ingrid Kup (interprete di I Will Not Die  e Love What's Your Face ), con cui forma la coppia Big Mouth & Little Eve, non ottenendo tuttavia il successo avuto in precedenza con la Van't Spijker. Maggie MacNeal, dal canto suo, si "rituffa" nella carriera da solista.
Attualmente, Maggie MacNeal fa parte delle Dutch Divas, mentre Willem Duyn è scomparso il 4 dicembre 2004 a 67 anni a causa di un arresto cardiaco.
La data del 20 dicembre 2008  e la città olandese di Den Bosch, dove ha luogo una manifestazione dal titolo "The Winners: Songfestival in Concert", segnano un "ritorno" sulle scene del duo Mouth & MacNeal, con Arie Ribbens al posto dello scomparso Willem Duyn (nonostante il parere non troppo favorevole della vedova di quest'ultimo).

## Discografia

### Album studio
- 1971 - Mouth & MacNeal
- 1972 - Hello and Thank You
- 1973 - Pocketful of Hits
- 1974 - Ik zie een ster

### Raccolte
- 1977 - Die Welt der Stars und Hits
- 1980 - The Best

### Singoli
- 1971 - Hey You Love/Rosianna
- 1971 - How Do You Do/Land of Milk and Honey
- 1972 - Hello-A/Talk a Little Louder
- 1972 - Youkoulaleloupi/Let Your Life Be Lead by Love
- 1973 - Batteringram/Hands up
- 1973 - Minnie Minnie/I Don't Want to Be the Richest Man on the Cemetery
- 1973 - Do You Wanna Do It/You You
- 1974 - Ik zie een ster/Liefste
- 1974 - I See a Star/My Friend
- 1974 - Ah! L'amore
- 1974 - We're Gonna Have a Party/I Wanted to Be
- 1981 - How Do You Do/Hello-A

## Premi e riconoscimenti
- 3º posto all'Eurovision Song Contest 1974 con Ik zie een ster